# Герб Сарн
Герб Са́рн — офіційний символ м. Сарни Рівненської області. Затверджений рішенням сесії Сарненської міської ради від 11 жовтня 1995 року. Герб є промовистим.

## Опис (блазон)
Щит із заокругленими кутами та із загостренням донизу, має пропорцію 7x8. Щит має срібно-лазурову облямівку в 1/5 від ширини щита. Поле щита у верхній частині зелене, у нижній — синє. На зеленому полі — срібна сарна, а на синьому полі — 14 срібних прямокутників в чотири ряди (п'ять, чотири, три і два) срібного (білого) кольору.

## Зміст
Сарна символізує назву міста, синій колір — озера та річки, зелений — ліси, якими багатий цей край.

## Автор
Автор — Жилка Олександр Сидорович.